# シロダモ属
シロダモ属（シロダモぞく、学名: Neolitsea）はクスノキ科の1属である。常緑低木から高木、葉は、互生または輪生、まれに対生状。雌雄異株（雄花と雌花が別の木につく）、花被片は4枚、雄花には雄しべが6個、雌花には仮雄しべが6個と雌しべが1個。果実は液果。約100種が知られ、南アジアから東アジア、東南アジア、オーストラリアに分布する。日本にはシロダモ、イヌガシ、オガサワラシロダモなどが自生している。

## 特徴
常緑高木から低木（図2a）。芽の芽鱗は瓦重ね状。葉は互生し、ときに輪生状または対生状（図1, 2b）。葉脈は三行脈または羽状脈。
花は単性、雌雄異株。散形花序が腋芽に単生または数個束生し、総苞片は大きく、対生し、宿存性（図1下, 3a）。花は2数性、花被片はふつう4枚、2枚ずつ2輪、ほぼ同形であり、花後に落ちる。雄花には雄しべが6個、内側の2または4個の雄しべの花糸に1対の腺体があり、花糸は糸状、葯はすべて内向、4室。雌花にはヘラ状から棍棒状の仮雄しべが4または6個、最内輪の2–3個の仮雄しべに1対の腺体がある。雌しべは1個、子房上位、花柱は明瞭で柱頭は盾状。果実は液果、果柄先端はやや肥厚し、盤状または杯状（図3b）。

## 分布
南アジアから東アジア、東南アジア、オーストラリアに分布し、暖帯から熱帯域に生育する。

## 人間との関わり
精油を含み、薬用や香料として利用されることがある。その生理活性について研究されている例もある。材が建築材や器具材として利用されることがあり、また観賞用や防風用に植栽される例もある。

## 分類
シロダモ属には、約100種が知られている。代表的な種（和名をもつもの）を表1に示す。
表1. シロダモ属の代表的な種
- シロダモ属 Neolitsea Merr. (1906)
  - イヌガシ Neolitsea aciculata (Blume) Koidz. (1918)[11]
朝鮮半島南部、日本、台湾に分布。
  - コバノシロダモ Neolitsea acuminatissima (Hayata) Kaneh. & Sasaki (1930)[12]
台湾に分布。
  - ニイタカシロダモ Neolitsea acutotrinervia (Hayata) Kaneh. & Sasaki (1930)[13]
台湾に分布。イヌガシと同種とされることもある。
  - オガサワラシロダモ Neolitsea boninensis Koidz. (1918)[14]
小笠原諸島に分布。
  - コメバシロダモ Neolitsea buisanensis Yamam. & Kamikoti (1932)[15]
台湾、中国南東部、インドシナ半島に分布。
  - ダイブシロダモ Neolitsea daibuensis Kamikoti (1932)[16]
台湾に分布。
  - ナガバシロダモ Neolitsea gilva Koidz. (1918)[17]
小笠原諸島に分布。
  - ヒイランシロダモ Neolitsea hiiranensis T.S.Liu & J.C.Liao (1971)[18]
台湾に分布。
  - コニシダモ Neolitsea konishii (Hayata) Kaneh. & Sasaki (1930)[19]
南西諸島から台湾に分布。
  - コメダモ Neolitsea parvigemma (Hayata) Kaneh. & Sasaki (1930)[20]
台湾に分布。
  - シロダモ Neolitsea sericea (Blume) Koidz. (1926)[21]
朝鮮半島、日本、台湾、中国南東部に分布。
  - コウトウシロダモ Neolitsea villosa (Blume) Merr. (1909)[22]
台湾、フィリピン、スラウェシ島、モルッカ諸島、マレー半島に分布。